# Lingga-Inseln

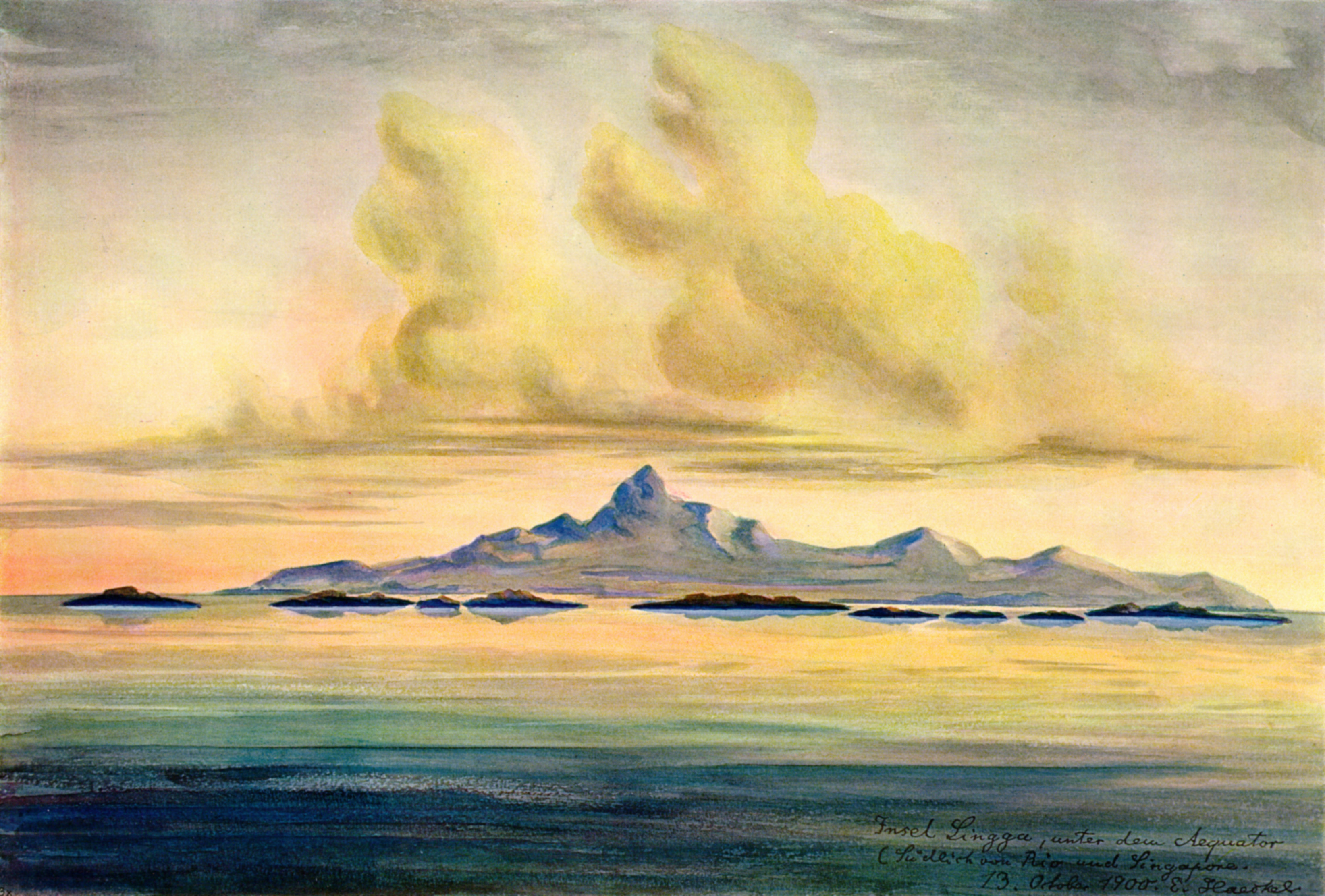
Ernst Haeckel: Lingga-Inseln Im Meer von Insulinde, unter dem Äquator (1905)

Die Lingga-Inseln (indonesisch Kepulauan Lingga) liegen vor der Ostküste Sumatras im Malaiischen Archipel, südlich der zu den Riau-Inseln zählenden Rempang und Bintan.
Die Bewohner sind Malaien, Bugis und Chinesen.
Die Inselgruppe besteht aus:
- Lingga, eine der beiden großen Inseln, liegt auf der Höhe des Äquators, weist eine Fläche von 889,2 km² und eine Küstenlänge von 228,2 km auf.[1] Die Lingga-Berge erreichen eine Höhe von 1163 m. Ein Hafenort im Süden ist Bukit Cening.[2]
- Singkep, die zweite große Insel mit der wichtigsten, kleinen Stadt Dabo Singkep im Osten und dem Hafenort Jago im Norden. Sie weist eine Fläche von 757,3 km² sowie eine Küstenlänge von 174,9 km auf und erreicht eine Höhe von 475 m.[3] Nahe im Westen liegt die kleinen Insel Posik.[4]
- Selayar, zwischen Lingga und Singkep
- Sebangka, nördlich von Lingga und östlich von Bakung
- Bakung, nördlich von Lingga und westlich von Sebangka

Weitere kleine Inseln: 
- Senayang, Kapas, Kentar und Mowang
- Lobam und Cempah, westlich von Sebangka
- Mesanak, nördlich von Senayang
- Temiang, nordwestlich von Senayang

Fähren gehen nach Tanjung Pinang auf Bintan.